# 목청란아족
목청란아족(木靑蘭亞族, 학명: Chloraeinae 클로라이이나이[*])은 투구난초족의 아족이다.

## 하위 분류
- 목청란속(Chloraea Lindl.)
- Bipinnula Comm. ex Juss.
- Gavilea Poepp.